# Francisco Álvarez Campana
Francisco Álvarez Campana y Vega (Cádiz, España; 1707-Buenos Aires, Argentina; 30 de diciembre de 1773) fue un mercader gaditano que se desempeñó como regidor y procurador general en la ciudad de Buenos Aires durante el Virreinato del Perú. En 1755 fundó el Colegio de Niñas Huérfanas de la Ciudad. La ciudad de Campana lleva ese nombre en su honor, siendo el quién adquiriese esas tierras originalmente. Fue uno de los más reconocidos mercaderes de la Buenos Aires colonial y pionero de la protoindustria de curtiembres y obrajes de telares en la región.

## Biografía
Francisco Álvarez Campana nació en Cádiz (España), primogénito de Bernardo Álvarez Campana y Montes de Oca (nacido en El Puerto de Santa María) y Josefa Manuela Vega Olivera (nacida en la Isla de León), Su familia estaba asentada en Cádiz y se encontraba vinculada al comercio americano. José Álvarez Campana, hermano de Francisco, perteneció a la Orden de Santiago, y sirvió de Alcalde ordinario de Veracruz en 1737. El 2 de noviembre de 1750 se embarca en Cádiz junto a dos criados en el navío Nuestra Señora de la Concepción con destino al puerto de Buenos Aires, donde arriba en 1751 portando "géneros de Castilla", por el valor de un millón y medio de pesos siendo consignatario mas no dueño de la mercancía. Carente de redes parentales ni un círculo social de pertenencia, buscará ganar prestigio social al convertirse en benefactor de la Hermandad de la Santa Caridad.
En 1754 ingresa a la Hermandad de la Santa Caridad y es designado "Hermano Mayor". Ese mismo año solicitó al Consejo del Cabildo la autorización para la construcción del Colegio y Casa de Niñas Huérfanas de San Miguel cubriendo los costos con su propia fortuna. La autorización para la fundación de la casa de la caridad entró por la real cédula de 16 de octubre de 1754. El 2 de octubre de 1755, luego de obtener la licencia eclesiástica, adquiere el permiso del gobernador del Río de la Plata, José de Andonaegui, para la construcción del orfanato a su costa. También pidió al Consejo que le informe al rey de la necesidad de construir un hogar de cuidado para personas sin hogar y un hospital de la Caridad. La casa de huérfanos tenía una habitación con trece camas para las mujeres, con asistencia de los esclavos y huérfanos de la universidad.  
En 1757 pide autorización al Cabildo para la construcción de un sistema subterráneo de acumulación de granizo, conocidos en la época como "Pozos de Nieve", que se utilizaría para conservar la carne durante el verano. En 1760 el gaditano es designado para ocupar el cargo de regidor y en 1764 como procurador general y defensor de Pobres y Menesterosos de la Ciudad de Buenos Aires.
En 1759 adquiere una estancia de 5.000 hectáreas que sería conocida como el "Rincón de Campana", principalmente dedicada a la cría de ganado vacuno y mulas.  La estancia también fue usada de puerto. Un siglo después los hermanos Eduardo y Luis Costa fundan el pueblo de Campana, respetando el nombre que servía para identificar los campos de la estancia. Además de la estancia en Cañada de la Cruz, Don Francisco Álvarez Campana poseía otras en Gualeguaychú y La Matanza, chacras en San Miguel, en la Ciudad de Buenos Aires al suroeste del Parque Avellaneda y múltiples casas de renta en Buenos Aires. Tuvo un obraje de telares, localizado en las cercanías de su domicilio. Más tarde sería pionero en la instalación de una curtiembre en las   márgenes del riachuelo. Todas sus unidades productivas funcionaban de manera complementaria, tanto los ladrillos, adobes, cueros, ponchos y productos agrícolas necesitaban de otros recursos generados en alguna de sus estancias, sumando a esto la posesión de más de 20 esclavos.

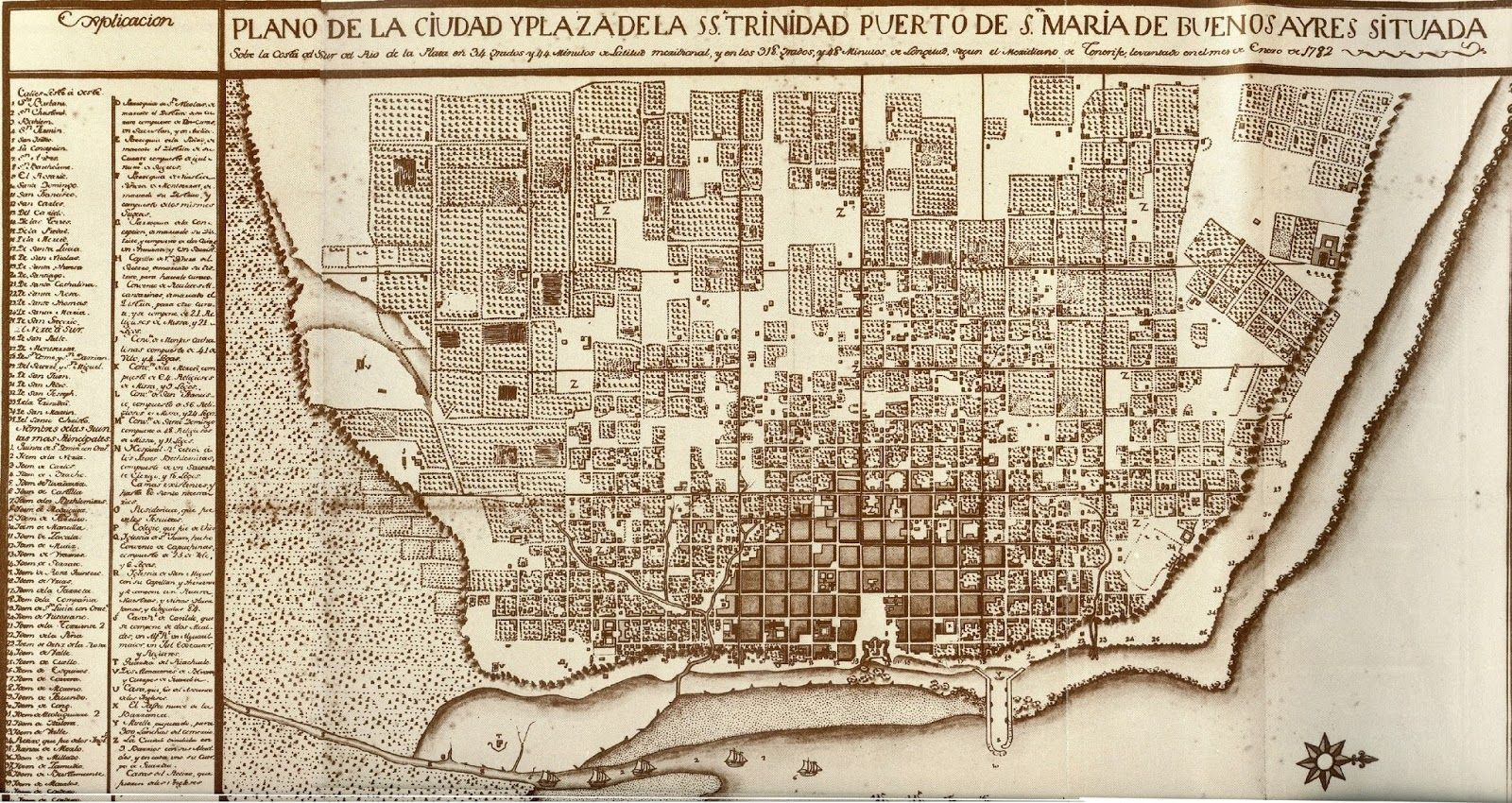
Plano de la Ciudad de la Trinidad en el Puerto de Santa María de los Buenos Aires en 1782.

En 1763, don Francisco Álvarez Campana le propone a Pedro Ceballos construir por cuenta propia una Recova que cruzara la Plaza Mayor, y qué serviría para puestos de venta y comercios. El proyecto se vuelve realidad, pero recién en 1803, décadas luego del fallecimiento del acaudalado comerciante.
En 1767 inicia un nuevo emprendimiento junto a su socio Louis Brest (oficiando como testaferro ya que Campana se encontraba embargado) y dirigida por Domingo Dubrocat. Se instala una curtiembre en el Paso de Burgos, una entrante del riachuelo dentro de la actual Ciudad de Buenos Aires. Fue una de las primeras en ser registradas en la zona. Allí se procesaban cueros de lobos marinos, vacas, toros, becerros y perros. La curtiembre estuvo activa por un corto tiempo debido al fallecimiento de Álvarez Campana en 1773.  
En 1766, Campana fue detenido por orden real bajo los cargos de defraudación mercantil, luego que Manuel de Warnes verificara los desmanejos de Campana y su tardanza en remitir las ganancias a sus acreedores. El gobierno de Buenos Aires confiscó todas sus propiedades ubicadas en la jurisdicción del Virreinato del Perú y los administradores designados saquearon los bienes bajo custodia, además de descuidar la producción en las estancias. Este evento significó la ruina económica del gaditano y las deudas que se generaron producto de la gestión dolosa de los administradores lo acompañaron hasta sus últimos días. Recuperó su libertad en 1771, solicitando el permiso de las autoridades, para volver a hacerse cargo de la dirección de la Escuela de Huérfanas. En 1772 fue rescatado económicamente por su hermano José, quien era tesorero real de Zacatecas en Nueva España. Falleció el 30 de diciembre de 1773.

## Familia
Francisco Álvarez Campana y Vega es el primogénito de 9 hermanos, hijo de Bernardo Álvarez Campana y Montes de Oca (nacido en El Puerto de Santa María) y Josefa Manuela Vega Olivera, originarios de la Isla de León. Se casó el 17 de octubre de 1762 con Isabel Gil Rodríguez, hija de Nicolás Gil, nacido en Galicia (muerto por los indios en el cruce de Chile) y Bartola Rodríguez Osorio. Campana y su esposa fueron los padres de Timoteo Álvarez Campana, José Miguel Álvarez Campana y Ana Eusebia Álvarez Campana.